# Marcello Gualdani
Marcello Gualdani (Palermo, 30 luglio 1960) è un politico italiano.

## Biografia

### Elezione a senatore
Alle elezioni politiche del 2013 viene eletto al Senato della Repubblica, nelle liste del Popolo della Libertà nella circoscrizione Sicilia.
Il 16 novembre 2013, con la sospensione delle attività del Popolo della Libertà, aderisce al Nuovo Centrodestra guidato da Angelino Alfano.
Il 18 marzo 2017, con lo scioglimento del Nuovo Centrodestra, confluisce in Alternativa Popolare.
Il 20 dicembre 2017 abbandona Alternativa Popolare e, pur non ricandidandosi in Parlamento, sostiene Forza Italia alle imminenti elezioni politiche.